# Ashikaga Yoshihisa

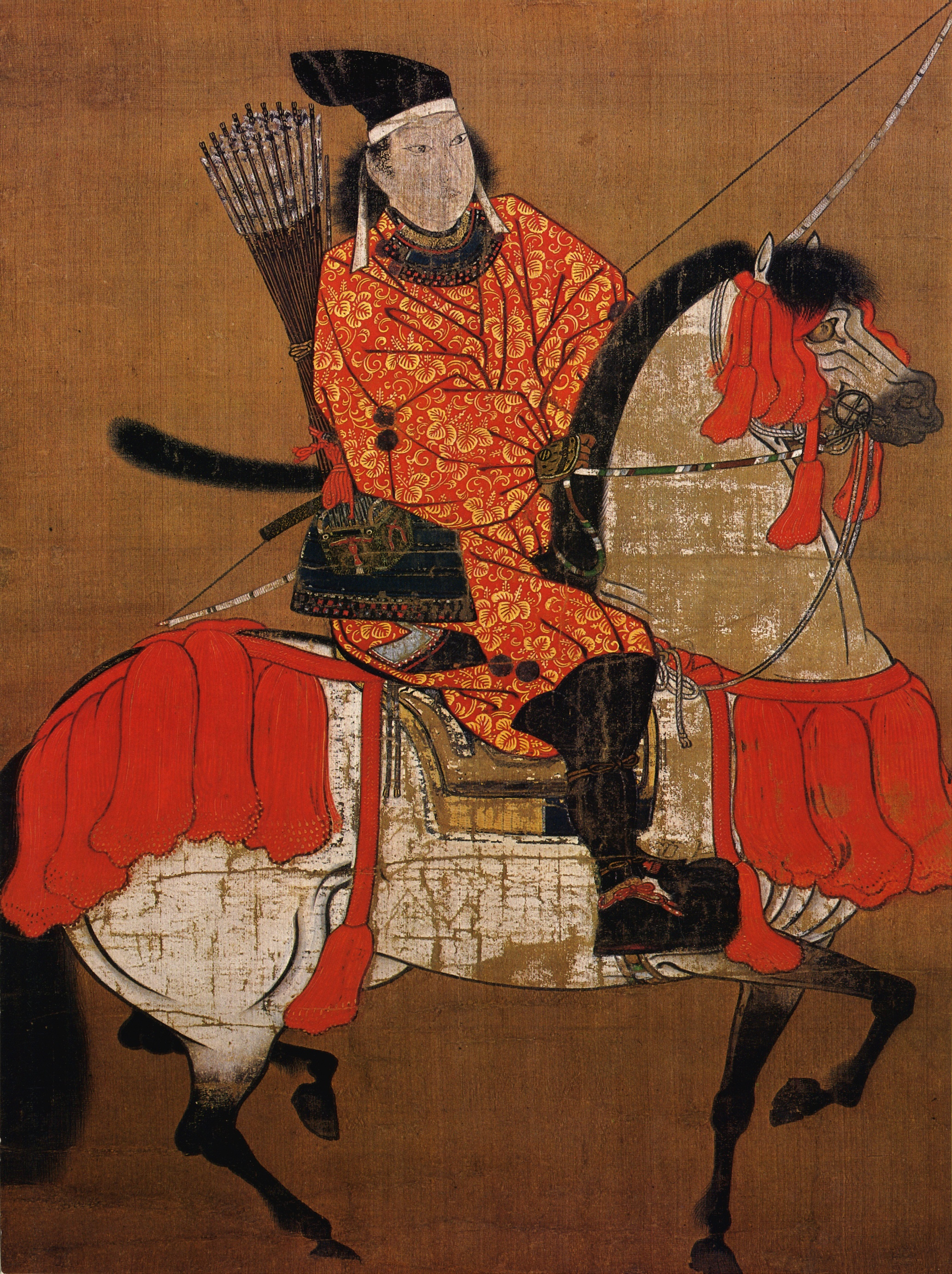
Ashikaga Yoshihisa

Ashikaga Yoshihisa (足利 義尚; 11 december 1465 - 26 april 1489) van de Ashikaga-clan was de negende shogun (militair regent) van het Ashikaga-shogunaat tijdens de Japanse Muromachiperiode. Hij was een zoon van de achtste shogun Ashikaga Yoshimasa en heerste van 1473 tot 1489.
De bijna 30 jaar oude shogun Yoshimasa had in 1464 nog geen zoon en erfgenaam en besloot daarom zijn jongere broer, Ashikaga Yoshimi, te adopteren. Het hierop volgende jaar werd Yoshihisa echter geboren, waarmee een machtsstrijd ontstond die in 1467 aanleiding zou zijn voor de Onin-oorlog; in de Japanse geschiedenis het begin van de Sengokuperiode. In 1473, nog tijdens de oorlog trad Yoshimasa af als shogun en werd opgevolgd door Yoshihisa.

## Gebeurtenissen tijdens het shogunaat
Belangrijke gebeurtenissen tijdens het shogunaat van Yoshihisa:
- 1479 -- De administratie van shogun Yoshihisa begint.[2]
- 1489 -- Yoshihisa overlijdt in zijn kampement tijdens een campagne tegen Sasaki Takayori; Yoshimasa neemt het bestuur over.[2]
- 1490 -- Yoshimasa overlijdt.[2]

Na de Onin-oorlog bezette Rokkaku Takayori, een daimyo uit de zuidelijke provincie Omi, meerdere landgoederen, tempels en heiligdommen die toebehoorden aan het keizerlijke hof. In 1487 leidde Yoshihisa een campagne (Rokkaku Tobatsu) tegen Takayori maar stierf onverwachts.
Yoshihisa had geen erfgenaam en werd het jaar daarop opgevolgd door zijn neef, de tiende shogun Ashikaga Yoshitane.

## Tijdperken
De jaren van het shogunaat van Yoshihisa vallen binnen meerdere Japanse periodes:
- Bunmeiperiode (1469-1487)
- Chokyoperiode (1487-1489)